# Li Yunfei
Li Yunfei (chiń. 李云飞; pinyin Li Yúnfēi; ur. 6 kwietnia 1991) – chińska pięściarka, mistrzyni świata amatorek. 

## Kariera sportowa
Występuje w kategorii powyżej 81 kg. Zdobywczyni złotego medalu mistrzostw świata w 2012 roku w Qinhuangdao i brązowego w 2010 roku na Barbadosie.